# Sokólski
Pour les articles homonymes, voir Sokolski.
Le Sokólski (polonais : Sokólski ou Sokółka) est une race de chevaux de trait originaire de Pologne, caractérisée par sa robe de couleur alezan aux crins lavés. 
Jadis élevé pour la traction, le Sokólski l'est désormais surtout pour la viande. Après une sévère chute d'effectifs jusqu'au début du XXIe siècle, il est désormais protégé, ses effectifs s'étant redressés vers les 2 000 têtes en 2015. Cette race appartient au groupe plus vaste du Trait polonais.

## Dénomination
Le Sokólski, ou Sokółka, doit son nom à la région de Sokółka, dans le Nord-est de la Pologne,

## Histoire

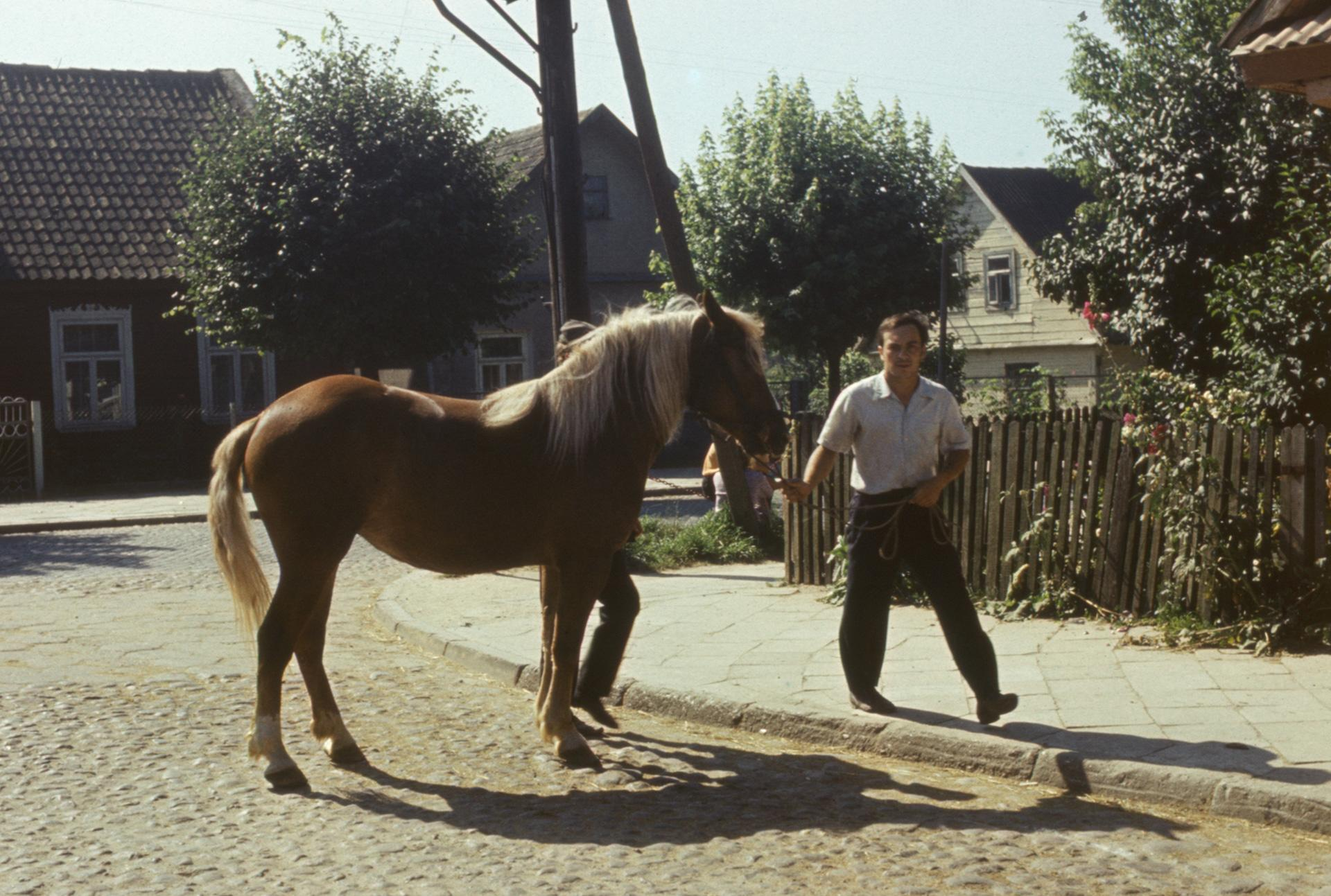
Sokółski à Sokółka en 1975.

Son élevage a historiquement débuté dans la région de Sokółka, durant la première moitié du XXe siècle. 
Dans les années 1920, un élevage de chevaux de trait débute près de Bialystok, à partir d'importations d'étalons Ardennais et Breton. L'adaptation au biotope local, à climat continental et sol sableux pauvre, est capitale dans l'histoire du développement de cette race.
Le stud-book de la race est créé en 1964 ; entre 5 000 et 6 000 sujets sont recensés l'année suivante. Les effectifs connaissent ensuite une chute drastique, au point qu'il ne reste qu'entre 450 et 500 chevaux Sokólski recensés en 2007. Depuis, les effectifs ont ré-augmenté, et se sont stabilisés,.

## Description
D'après la base de données DAD-IS, les femelles toisent en moyenne 1,56 m et les mâles 1,60 m, pour un poids moyen respectif de 650 à 800 kg. Son modèle est relativement léger pour un cheval de trait.
La tête est large, avec de grands yeux. L'encolure est longue et large à sa base. Le garrot est bien sorti, la croupe musclée et inclinée. Les pieds ont peu de fanons.
Il est désormais souvent considéré comme le type le plus réputé de la race du trait polonais. Il est rustique.

### Robes
La robe est très généralement alezan aux crins lavés, avec une crinière et une queue plus claires que la robe. La peau est noire.

## Utilisations

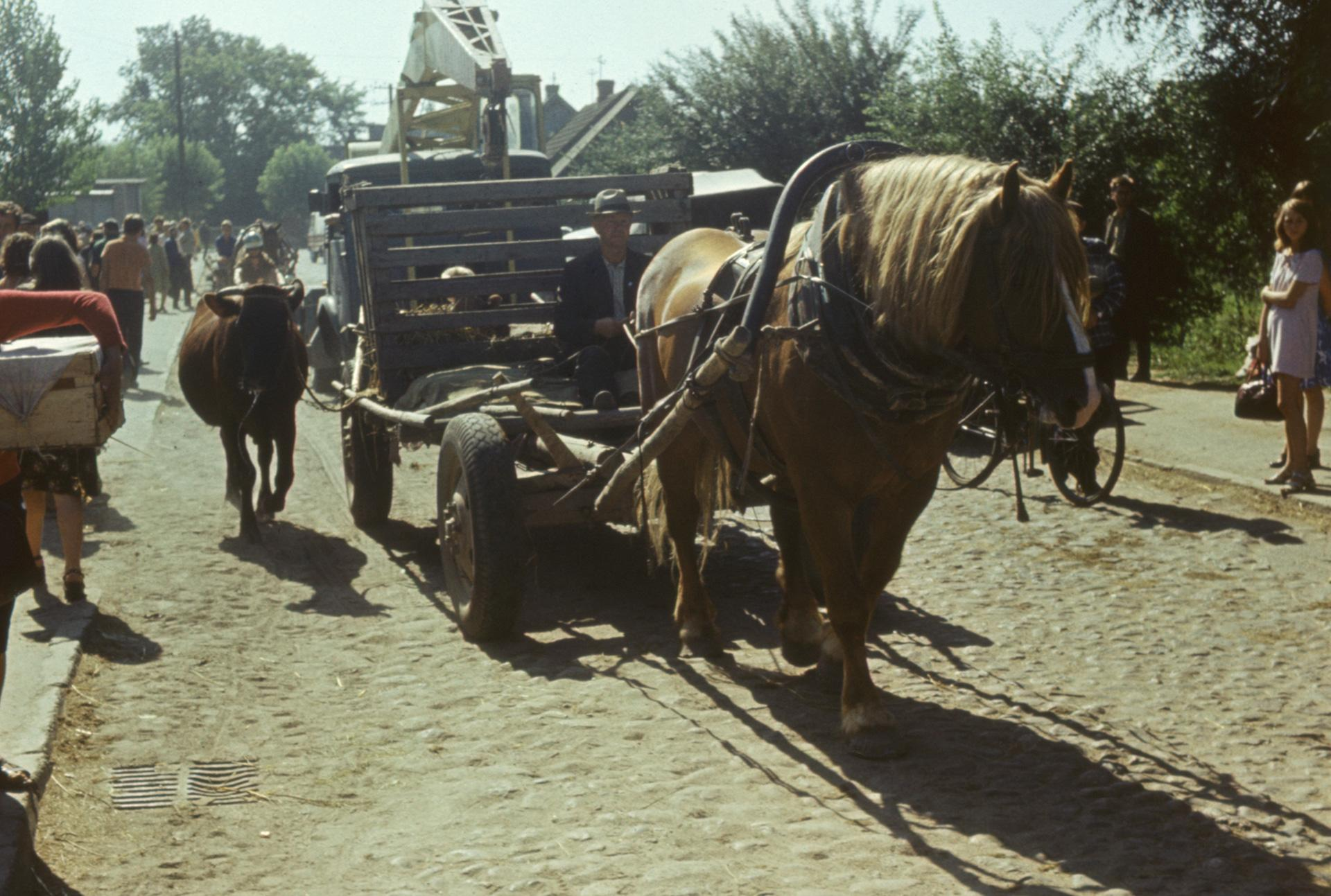
Sokółski attelé en 1975

Ce cheval destiné historiquement à la traction agricole est désormais aussi élevé pour sa viande. Le Sokólski est aussi employé pour des cérémonies traditionnelles locales.

## Diffusion de l'élevage
Le Sokólski est une race locale polonaise, native de ce même pays. La race est surtout présente dans les provinces de Podlasie et de Lublin, en Pologne. L'étude menée par l'Université d'Uppsala pour la FAO et publiée en 2010 signale le Sokolski comme race européenne locale menacée, faisant l'objet de mesures de protection.  Par ailleurs, l'ouvrage Equine Science (4e édition de 2012) le classe parmi les races de chevaux de selle peu connues au niveau international.
Elle est indiquée comme étant en danger d'extinction sur DAD-IS. En 2015, les effectifs se situent entre 1 800 et 2 000 têtes ; ils sont remontés à une fourchette située entre 2 000 et 2 200 têtes en 2017, et continuent d'augmenter.